# 다카라즈카 가극단 93기생
다카라즈카 가극단 93기생은 2005년 4월에 다카라즈카 음악학교에 입학, 2007년 3월에 다카라즈카 가극단에 입단한 50명을 가리킨다.

## 개요
2005년 음악학교 수험자 수 984명, 합격자 50명, 경쟁률 19.68:1이었다.
초무대 연목은 아란 케이・토노 아스카 톱 콤비 대극장 오히로메 호시구미 공연 「벚꽃 -이상하리만큼 아름 다운 너-／시크릿 헌터 - 이 세상에서 날 훔칠 수 없는 건 없어-」이다.
2025년 4월 27일자로 소라구미 톱스타 세리카 토아가 퇴단하면서 전원 퇴단하게 되었다.
| 신인공연        | 바우홀          | 동상공연        | 우메다예술극장  | 대극장        | 에트와르      | 조장 (부조장) |
| --------------- | --------------- | --------------- | --------------- | ------------- | ------------- | ------------- |
| 타이가 린       | 아야카제 사키나 | 아야카제 사키나 | 아야카제 사키나 | 마이하네 미미 | 나나 쿠라라   | 와타루 히비키 |
| 아야카제 사키나 | 아이즈키 히카루 | 아이즈키 히카루 |                 |               | 하나히 미라   |               |
| 아이즈키 히카루 | 토아 레이야     | 세리카 토아     |                 |               | 유메키 안루   |               |
| 토아 레이야     | 세리카 토아     | 오우사키 아야카 |                 |               | 나나세 리리코 |               |
| 세리카 토아     | 오우사키 아야카 | 마이하네 미미   |                 |               | 세오토 리사   |               |
| 소라하네 리쿠   | 마이하네 미미   |                 |                 |               |               |               |
| 오우사키 아야카 |                 |                 |                 |               |               |               |
| 하나히 미라     |                 |                 |                 |               |               |               |
| 마이하네 미미   |                 |                 |                 |               |               |               |
| 세오토 리사     |                 |                 |                 |               |               |               |

## 주요 학생

### OG
- 아야카제 사키나 : 전 유키구미 톱스타
- 세리카 토아 : 전 소라구미 톱스타
- 마이하네 미미 : 전 유키구미 톱여역
- 타이가 린 : 전 하나구미 남역
- 아이즈키 히카루 : 전 호시구미 남역
- 토아 레이야 : 전 호시구미 남역
- 소라하네 리쿠 : 전 소라구미 남역
- 오우사키 아야카 : 전 하나구미 여역
- 하나히 미라 : 전 츠키구미 여역
- 세오토 리사 : 전 소라구미 여역

## 일람 (0/50)
| 예명            | 생일      | 출신지                     | 출신 학교                     | 신장 (cm) | 애칭                               | 역할 | 퇴단년도 | 비고                      |
| --------------- | --------- | -------------------------- | ----------------------------- | --------- | ---------------------------------- | ---- | -------- | ------------------------- |
| 彩風咲奈        | 2월 13일  | 에히메현 오즈시            | 오즈시립오즈키타중학          | 173       | 사키나, 사키, 피에로               | 남역 | 2024년   |                           |
| 아야카제 사키나 | 2월 13일  | 에히메현 오즈시            | 오즈시립오즈키타중학          | 173       | 사키나, 사키, 피에로               | 남역 | 2024년   |                           |
| 菜那くらら      | 9월 28일  | 오사카부 스이타시          | 성모피승천학원고교            | 161       | 쿠라라, 나나                       | 여역 | 2018년   |                           |
| 나나 쿠라라     | 9월 28일  | 오사카부 스이타시          | 성모피승천학원고교            | 161       | 쿠라라, 나나                       | 여역 | 2018년   |                           |
| 蒼羽りく        | 10월 13일 | 도쿄도 후츄시              | 도쿄도립진다이고교            | 173       | 리쿠                               | 남역 | 2019년   |                           |
| 소라하네 리쿠   | 10월 13일 | 도쿄도 후츄시              | 도쿄도립진다이고교            | 173       | 리쿠                               | 남역 | 2019년   |                           |
| 輝城みつる      | 6월 9일   | 이바라키현 미토시          | 현립미토제2고교               | 168       | 죠-                                | 남역 | 2017년   |                           |
| 키죠 미츠루     | 6월 9일   | 이바라키현 미토시          | 현립미토제2고교               | 168       | 죠-                                | 남역 | 2017년   |                           |
| 舞園るり        | 2월 21일  | 도쿄도 세타가야구          | 후지미오카고교                | 159       | 루리, 못치-                        | 여역 | 2015년   |                           |
| 마이소노 루리   | 2월 21일  | 도쿄도 세타가야구          | 후지미오카고교                | 159       | 루리, 못치-                        | 여역 | 2015년   |                           |
| 真輝いづみ      | 1월 27일  | 도쿄도 네리마구            | 토세이가쿠엔고교              | 169       | 사오, 사오링, 마키시무, 마키군     | 남역 | 2015년   | 엄마 미키 히로미 (56)     |
| 마키 이즈미     | 1월 27일  | 도쿄도 네리마구            | 토세이가쿠엔고교              | 169       | 사오, 사오링, 마키시무, 마키군     | 남역 | 2015년   | 엄마 미키 히로미 (56)     |
| 花陽みら        | 4월 15일  | 이바라키현 히타치시        | 쥬오중학                      | 160       | 미쿠, 미라                         | 여역 | 2016년   |                           |
| 하나히 미라     | 4월 15일  | 이바라키현 히타치시        | 쥬오중학                      | 160       | 미쿠, 미라                         | 여역 | 2016년   |                           |
| 結乃かなり      | 10월 11일 | 효고현 고베시              | 현립아시야고교                | 164       | 카나리, 유이                       | 여역 | 2018년   |                           |
| 유이노 카나리   | 10월 11일 | 효고현 고베시              | 현립아시야고교                | 164       | 카나리, 유이                       | 여역 | 2018년   |                           |
| 水瀬千秋        | 10월 11일 | 도쿄도 후츄시              | 아사마중학                    | 160       | 챠키                               | 여역 | 2009년   |                           |
| 미즈세 치아키   | 10월 11일 | 도쿄도 후츄시              | 아사마중학                    | 160       | 챠키                               | 여역 | 2009년   |                           |
| 大河凜          | 7월 10일  | 오사카부 이케다시          | 토요나카시립제13중학          | 168       | 미셸, 시즈, 이놋치, 시-쨩, 가링    | 남역 | 2014년   |                           |
| 타이가 린       | 7월 10일  | 오사카부 이케다시          | 토요나카시립제13중학          | 168       | 미셸, 시즈, 이놋치, 시-쨩, 가링    | 남역 | 2014년   |                           |
| 帆風成海        | 4월 2일   | 에히메현 시코쿠츄오시      | 카와노에고교                  | 169       | 히로히로, 나루나루, 히로카, 호타테 | 남역 | 2015년   |                           |
| 호카제 나루미   | 4월 2일   | 에히메현 시코쿠츄오시      | 카와노에고교                  | 169       | 히로히로, 나루나루, 히로카, 호타테 | 남역 | 2015년   |                           |
| 桜帆ゆかり      | 12월 2일  | 돗토리현 돗토리시          | 시립츄우노고우중학            | 161       | 사호, 시호링, 챠호, 유카리         | 여역 | 2015년   |                           |
| 사호 유카리     | 12월 2일  | 돗토리현 돗토리시          | 시립츄우노고우중학            | 161       | 사호, 시호링, 챠호, 유카리         | 여역 | 2015년   |                           |
| 紗那ゆずは      | 3월 18일  | 카나가와현 카와사키시      | 카리타스여자고교              | 162       | 미츠코, 윳코, 유즈하               | 여역 | 2013년   |                           |
| 사나 유즈하     | 3월 18일  | 카나가와현 카와사키시      | 카리타스여자고교              | 162       | 미츠코, 윳코, 유즈하               | 여역 | 2013년   |                           |
| 舞羽美海        | 8월 22일  | 효고현 니시노미야시        | 유리가쿠인고교                | 161       | 밋치, 미미                         | 여역 | 2012년   |                           |
| 마이하네 미미   | 8월 22일  | 효고현 니시노미야시        | 유리가쿠인고교                | 161       | 밋치, 미미                         | 여역 | 2012년   |                           |
| 十碧れいや      | 4월 14일  | 아이치현 나고야시          | 아츠타고교                    | 175       | 레나, 포코쨩                       | 남역 | 2018년   |                           |
| 토아 레이야     | 4월 14일  | 아이치현 나고야시          | 아츠타고교                    | 175       | 레나, 포코쨩                       | 남역 | 2018년   |                           |
| 夢妃杏瑠        | 1월 16일  | 효고현 이타미시            | 현립다카라즈카키타고교        | 161       | 안루, 벳티                         | 여역 | 2021년   |                           |
| 유메키 안루     | 1월 16일  | 효고현 이타미시            | 현립다카라즈카키타고교        | 161       | 안루, 벳티                         | 여역 | 2021년   |                           |
| 航琉ひびき      | 12월 13일 | 도쿄도 고쿠분지시          | 카리타스여자고교              | 173       | 쿙                                 | 남역 | 2023년   |                           |
| 와타루 히비키   | 12월 13일 | 도쿄도 고쿠분지시          | 카리타스여자고교              | 173       | 쿙                                 | 남역 | 2023년   |                           |
| 瀬音リサ        | 9월 5일   | 도쿄도 아라카와구          | 카와무라가쿠엔                | 163       | 아리, 아-, 아리사                  | 여역 | 2017년   |                           |
| 세오토 리사     | 9월 5일   | 도쿄도 아라카와구          | 카와무라가쿠엔                | 163       | 아리, 아-, 아리사                  | 여역 | 2017년   |                           |
| 亜聖樹          | 2월 1일   | 오사카부 토요나카시        | 오사카부립키타노고교          | 168       | 앗쿙                               | 남역 | 2014년   |                           |
| 아세이 이츠키   | 2월 1일   | 오사카부 토요나카시        | 오사카부립키타노고교          | 168       | 앗쿙                               | 남역 | 2014년   |                           |
| 愛月 ひかる     | 8월 23일  | 치바현 이치카와시          | 사립히지가쿠엔중학            | 173       | 아이아이, 코쿠부, 아이             | 남역 | 2021년   |                           |
| 아이즈키 히카루 | 8월 23일  | 치바현 이치카와시          | 사립히지가쿠엔중학            | 173       | 아이아이, 코쿠부, 아이             | 남역 | 2021년   |                           |
| 七瀬りりこ      | 8월 7일   | 효고현                     | 사립소우아이고교              | 159       | 리리코                             | 여역 | 2011년   |                           |
| 나나세 리리코   | 8월 7일   | 효고현                     | 사립소우아이고교              | 159       | 리리코                             | 여역 | 2011년   |                           |
| 星吹彩翔        | 10월 2일  | 교토부 교토시              | 교토시립오오하라노중학        | 169       | 못치, 이켓치, 아야카               | 남역 | 2020년   |                           |
| 호시부키 아야토 | 10월 2일  | 교토부 교토시              | 교토시립오오하라노중학        | 169       | 못치, 이켓치, 아야카               | 남역 | 2020년   |                           |
| 真凜カンナ      | 10월 2일  | 미야자키현 노베오카시      | 현립노베오카니시고교          | 162       | 칸나                               | 여역 | 2011년   |                           |
| 마린 칸나       | 10월 2일  | 미야자키현 노베오카시      | 현립노베오카니시고교          | 162       | 칸나                               | 여역 | 2011년   |                           |
| 凪咲星南        | 8월 24일  | 쿠마모토현 타마나시        | 타마나시립타마나중학          | 162       | 세-나, 미키티, 이솟푸, 나기사      | 여역 | 2014년   |                           |
| 나기사 세이나   | 8월 24일  | 쿠마모토현 타마나시        | 타마나시립타마나중학          | 162       | 세-나, 미키티, 이솟푸, 나기사      | 여역 | 2014년   |                           |
| 夏樹れい        | 11월 6일  | 오사카부 이케다시          | 히바리가오카가쿠엔            | 170       | 치-쨩, 폰쵸                        | 남역 | 2017년   |                           |
| 나츠키 레이     | 11월 6일  | 오사카부 이케다시          | 히바리가오카가쿠엔            | 170       | 치-쨩, 폰쵸                        | 남역 | 2017년   |                           |
| 夢城えれん      | 11월 5일  | 오사카부 오사카시          | 키타노고교                    | 161       | 에렌, 카나                         | 여역 | 2014년   |                           |
| 유메시로 에렌   | 11월 5일  | 오사카부 오사카시          | 키타노고교                    | 161       | 에렌, 카나                         | 여역 | 2014년   |                           |
| 桜咲彩花        | 10월 31일 | 오사카부 토요노군          | 미노오지유가쿠엔              | 164       | 베-                                | 여역 | 2019년   |                           |
| 오우사키 아야카 | 10월 31일 | 오사카부 토요노군          | 미노오지유가쿠엔              | 164       | 베-                                | 여역 | 2019년   |                           |
| 芹香斗亜        | 1월 20일  | 효고현 고베시              | 고베카이세이죠시가쿠인중학    | 172       | 토아, 산쨩, 산리오, 키키           | 남역 | 2025년   | 엄마 시라카와 아키 (65)   |
| 세리카 토아     | 1월 20일  | 효고현 고베시              | 고베카이세이죠시가쿠인중학    | 172       | 토아, 산쨩, 산리오, 키키           | 남역 | 2025년   | 엄마 시라카와 아키 (65)   |
| 星輝つばさ      | 6월 15일  | 효고현 다카라즈카시        | 니가와가쿠인중학              | 173       | 키에, 츠바사                       | 남역 | 2015년   |                           |
| 호시키 츠바사   | 6월 15일  | 효고현 다카라즈카시        | 니가와가쿠인중학              | 173       | 키에, 츠바사                       | 남역 | 2015년   |                           |
| 愛白もあ        | 9월 8일   | 오사카부 사카이시          | 풀가쿠인중학                  | 161       | 모아, 아야코                       | 여역 | 2019년   | 언니 아사토 마오 (90)     |
| 아이시로 모아   | 9월 8일   | 오사카부 사카이시          | 풀가쿠인중학                  | 161       | 모아, 아야코                       | 여역 | 2019년   | 언니 아사토 마오 (90)     |
| 珠華ゆふ        | 6월 19일  | 후쿠오카현 이토시마군      | 쵸립니죠중학교                | 164       | 유후, 타마                         | 여역 | 2015년   |                           |
| 타마하나 유후   | 6월 19일  | 후쿠오카현 이토시마군      | 쵸립니죠중학교                | 164       | 유후, 타마                         | 여역 | 2015년   |                           |
| 風海恵斗        | 12월 22일 | 효고현 고베시              | 고베국제고교                  | 171       | 케이토, MARU                       | 남역 | 2011년   |                           |
| 카자미 케이토   | 12월 22일 | 효고현 고베시              | 고베국제고교                  | 171       | 케이토, MARU                       | 남역 | 2011년   |                           |
| 舞遠きあら      | 12월 28일 | 도쿄도 코가네이시          | 분카여자고교                  | 164       | 츠-카                              | 여역 | 2008년   |                           |
| 마온 키아라     | 12월 28일 | 도쿄도 코가네이시          | 분카여자고교                  | 164       | 츠-카                              | 여역 | 2008년   |                           |
| 凰姿有羽        | 5월 9일   | 홋카이도 오타루시          | 홋카이도오타루쵸료고교        | 170       | 오-, 무히, 아-탕                   | 남역 | 2014년   |                           |
| 오우시나 유우   | 5월 9일   | 홋카이도 오타루시          | 홋카이도오타루쵸료고교        | 170       | 오-, 무히, 아-탕                   | 남역 | 2014년   |                           |
| 雪乃心美        | 5월 23일  | 홋카이도 카사이군 메무로쵸 | 홋카이도립 오비히로하쿠요고교 | 160       | 코코미, 우사기                     | 여역 | 2012년   |                           |
| 유키노 코코미   | 5월 23일  | 홋카이도 카사이군 메무로쵸 | 홋카이도립 오비히로하쿠요고교 | 160       | 코코미, 우사기                     | 여역 | 2012년   |                           |
| 鳳龍あや        | 8월 31일  | 도쿄도 세타가야구          | 도쿄분카고교                  | 169       | 탓키-, 타키토                      | 남역 | 2011년   | 개명 호류 아야 (鳳龍アヤ) |
| 호류 아야       | 8월 31일  | 도쿄도 세타가야구          | 도쿄분카고교                  | 169       | 탓키-, 타키토                      | 남역 | 2011년   | 개명 호류 아야 (鳳龍アヤ) |
| 華吹乃愛        | 5월 14일  | 아이치현 나고야시          | 킨죠가쿠인고교                | 163       | 노아                               | 여역 | 2012년   |                           |
| 하나부키 노아   | 5월 14일  | 아이치현 나고야시          | 킨죠가쿠인고교                | 163       | 노아                               | 여역 | 2012년   |                           |
| 空乃みゆ        | 2월 14일  | 치바현 토미사토시          | 치바케이아이고교              | 159       | 피로미, 로미, 미유, 히로미         | 여역 | 2017년   |                           |
| 소라노 미유     | 2월 14일  | 치바현 토미사토시          | 치바케이아이고교              | 159       | 피로미, 로미, 미유, 히로미         | 여역 | 2017년   |                           |
| 都月 みあ       | 4월 26일  | 카나가와현 요코하마시      | 리츠쿄죠가쿠인고교            | 160       | 미아, 유리오                       | 여역 | 2014년   |                           |
| 츠즈키 미아     | 4월 26일  | 카나가와현 요코하마시      | 리츠쿄죠가쿠인고교            | 160       | 미아, 유리오                       | 여역 | 2014년   |                           |
| 星那由貴        | 1월 21일  | 아이치현 나고야시          | 나고야여자대학고교            | 168       | 유타카, 윳키, 유키나               | 남역 | 2016년   |                           |
| 호시나 유타카   | 1월 21일  | 아이치현 나고야시          | 나고야여자대학고교            | 168       | 유타카, 윳키, 유키나               | 남역 | 2016년   |                           |
| 美宙果恋        | 7월 24일  | 미야자키현 센다이시        | 미야자기제1여자고교           | 161       | 아-코, 무기, 카렌, 앗코            | 여역 | 2011년   |                           |
| 미소라 카렌     | 7월 24일  | 미야자키현 센다이시        | 미야자기제1여자고교           | 161       | 아-코, 무기, 카렌, 앗코            | 여역 | 2011년   |                           |
| 花奈澪          | 10월 7일  | 도쿄도 스기나미구          | 오유가쿠엔여자고교            | 163       | 미옷페, 미-탄, 나미오, 바나나      | 여역 | 2014년   |                           |
| 하나나 미오     | 10월 7일  | 도쿄도 스기나미구          | 오유가쿠엔여자고교            | 163       | 미옷페, 미-탄, 나미오, 바나나      | 여역 | 2014년   |                           |
| 彩歌しおん      | 12월 1일  | 오사카부                   | 시죠나와테가쿠인고교          | 159       | 아리피, 시온, 아리스               | 여역 | 2011년   |                           |
| 사야카 시온     | 12월 1일  | 오사카부                   | 시죠나와테가쿠인고교          | 159       | 아리피, 시온, 아리스               | 여역 | 2011년   |                           |
| 鈴蘭まあや      | 10월 13일 | 오사카부 오사카시          | 시립히가시아비코중학          | 159       | 마아야                             | 여역 | 2011년   |                           |
| 스즈란 마아야   | 10월 13일 | 오사카부 오사카시          | 시립히가시아비코중학          | 159       | 마아야                             | 여역 | 2011년   |                           |
| 凜華もえ        | 2월 5일   | 치바현 후나바시시          | 현립치바고교                  | 161       | 쿄로, 마나미                       | 여역 | 2011년   |                           |
| 린카 모에       | 2월 5일   | 치바현 후나바시시          | 현립치바고교                  | 161       | 쿄로, 마나미                       | 여역 | 2011년   |                           |
| 夢涼りあん      | 11월 10일 | 도쿄도 네리마구            | 짓센죠시가쿠엔고교            | 161       | 리안                               | 여역 | 2014년   |                           |
| 유메스즈 리안   | 11월 10일 | 도쿄도 네리마구            | 짓센죠시가쿠엔고교            | 161       | 리안                               | 여역 | 2014년   |                           |
| 琉動真瑳        | 10월 6일  | 도쿄도 메구로구            | 덴엔쵸후후타바고교            | 169       | 고에, 아신멘, 토리, 카리아게       | 남역 | 2010년   |                           |
| 루도 마사       | 10월 6일  | 도쿄도 메구로구            | 덴엔쵸후후타바고교            | 169       | 고에, 아신멘, 토리, 카리아게       | 남역 | 2010년   |                           |
| 美花梨乃        | 9월 12일  | 미야자키현 센다이시        | 센다이시라유리가쿠엔고교      | 160       | 유리나, 코리노                     | 여역 | 2021년   |                           |
| 미하나 리노     | 9월 12일  | 미야자키현 센다이시        | 센다이시라유리가쿠엔고교      | 160       | 유리나, 코리노                     | 여역 | 2021년   |                           |
| 千瀬聖          | 9월 4일   | 효고현 이타미시            | 무코가와여자대학 부속고교     | 174       | 유카유카, 유카                     | 남역 | 2011년   |                           |
| 치세 히지리     | 9월 4일   | 효고현 이타미시            | 무코가와여자대학 부속고교     | 174       | 유카유카, 유카                     | 남역 | 2011년   |                           |
| 翔我つばき      | 8월 11일  | 효고현 이타미시            | 소노다가쿠엔고교              | 169       | 자와, 빗쿠리, 동키                 | 남역 | 2016년   |                           |
| 쇼가 츠바키     | 8월 11일  | 효고현 이타미시            | 소노다가쿠엔고교              | 169       | 자와, 빗쿠리, 동키                 | 남역 | 2016년   |                           |